# دييغو غونزاليس فوينتيس
دييغو غونزاليس فوينتيس (بالإسبانية: Diego González Fuentes)‏ (24 نوفمبر 1995 بفالبارايسو في تشيلي - ) هو مدرب كرة قدم ولاعب كرة قدم تشيلي في مركز الوسط. لعب مع نادي أونيفرسيداد دي تشيلي وديبورتيس نافال.

## وصلات خارجية
- دييغو غونزاليس فوينتيس على موقع قاعدة بيانات كرة القدم.إي يو (الإنجليزية)
- دييغو غونزاليس فوينتيس على موقع Soccerway.com (الإنجليزية)